# Hain-Goldrute
Die Hain-Goldrute (Solidago nemoralis), meist Graue Goldrute genannt, ist eine Pflanzenart aus der Gattung der Goldruten (Solidago nemoralis) innerhalb der Familie der Korbblütler (Asteraceae). 

## Beschreibung

### Vegetative Merkmale

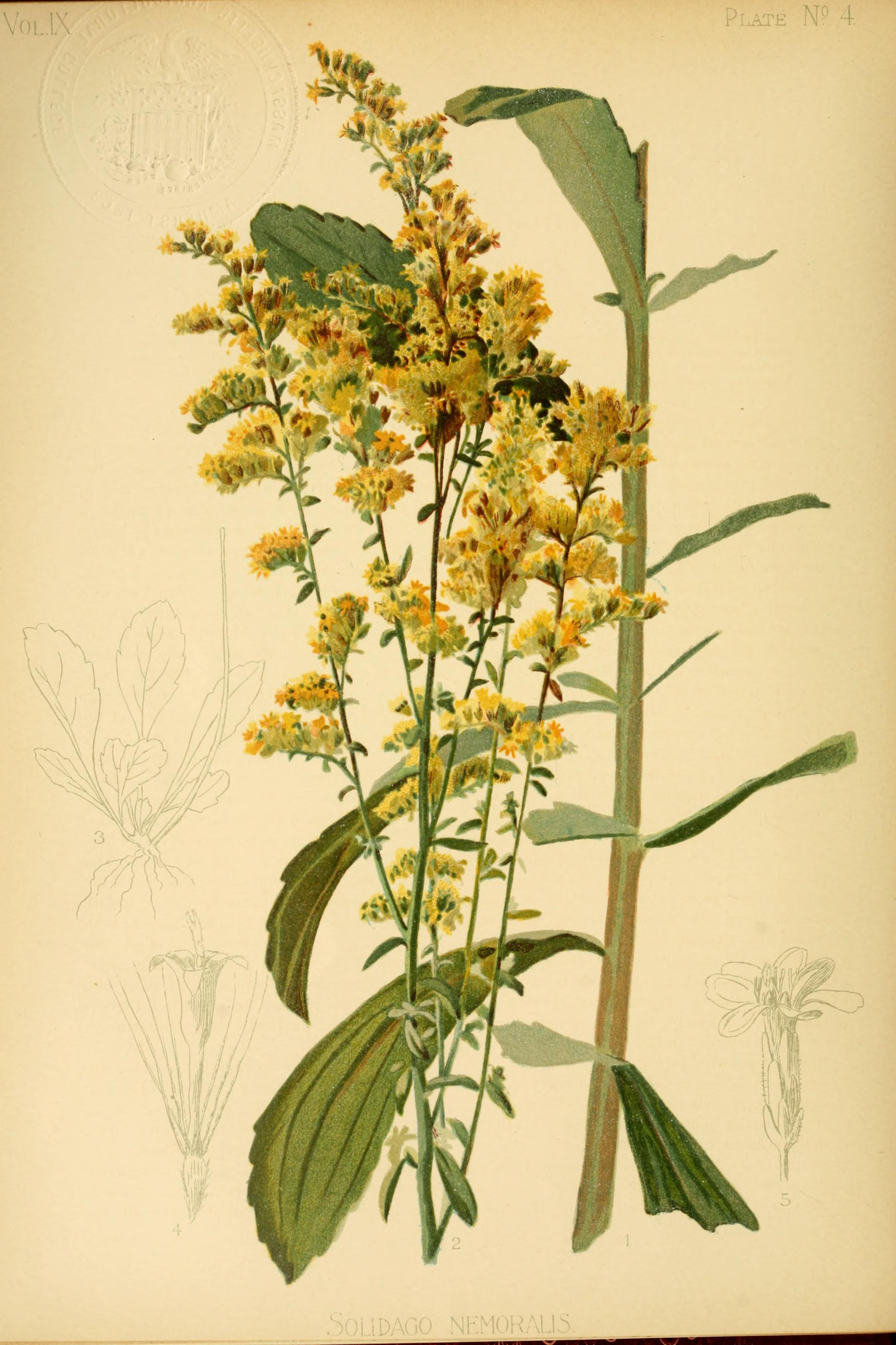
Illustration aus Meehans' monthly - a magazine of horticulture, botany and kindred subjects, 1899

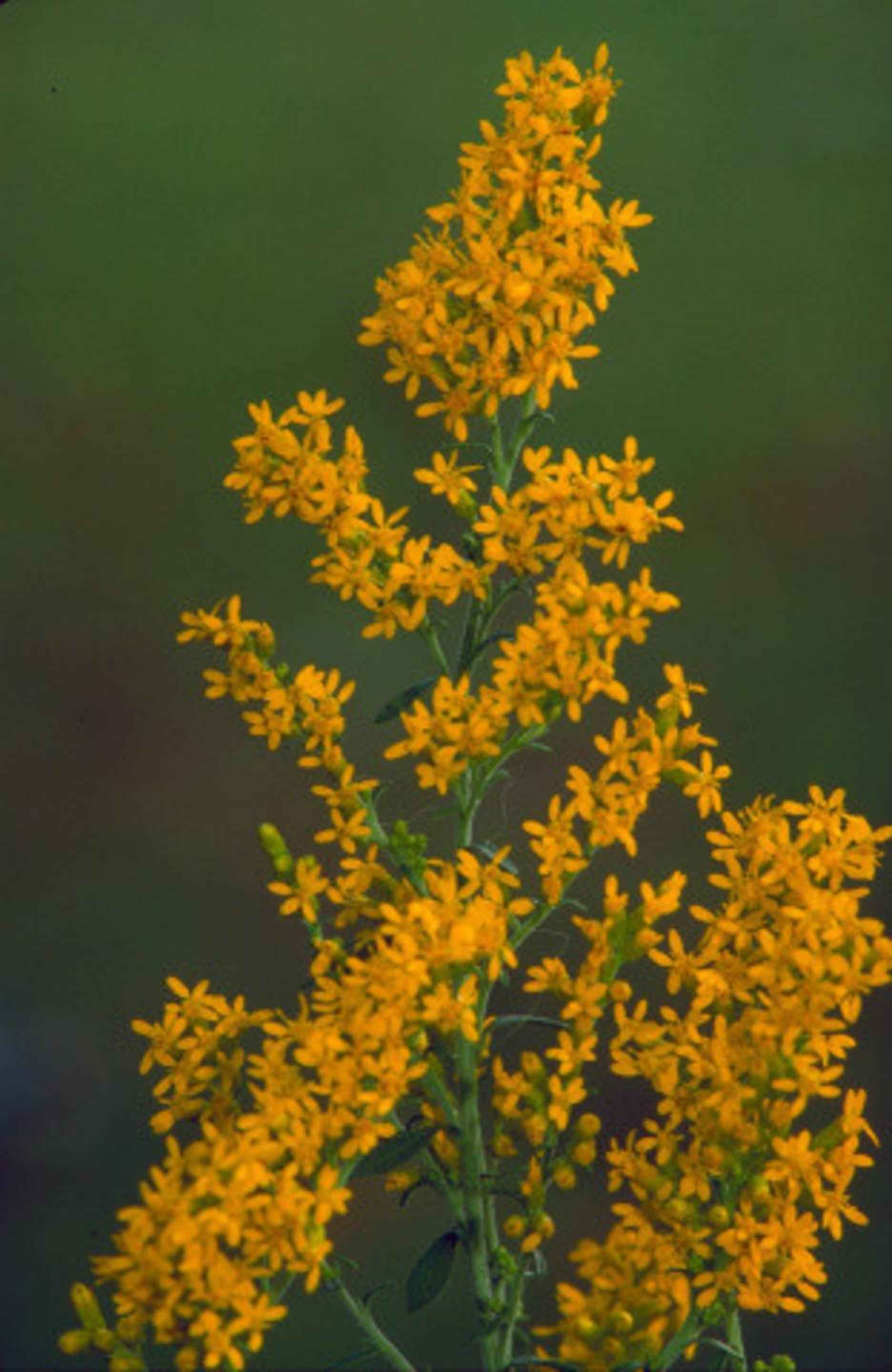
Gesamtblütenstand mit vielen körbchenförmigen Blütenständen

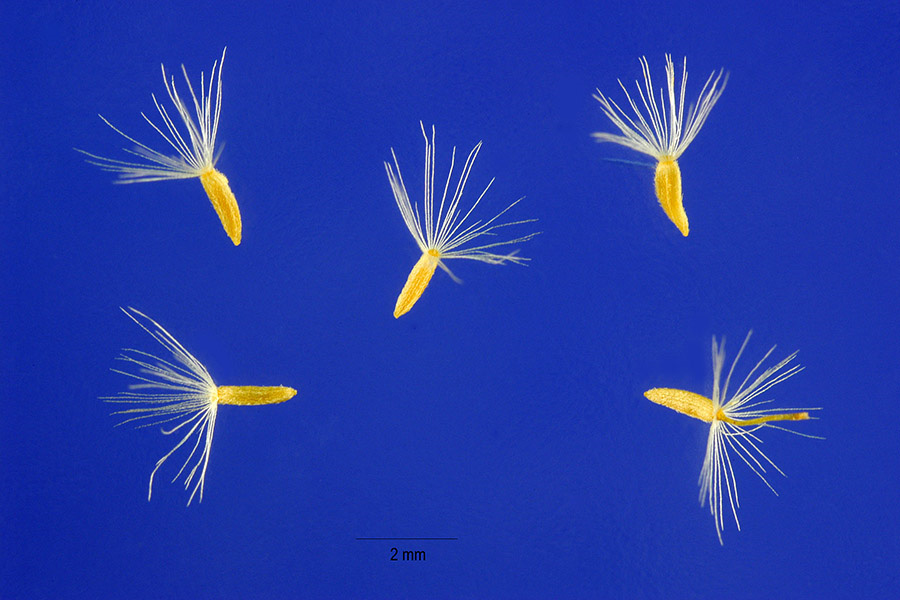
Achänen mit Pappus

Solidago nemoralis wächst als ausdauernde krautige Pflanze, die Wuchshöhen von 20 bis zu 100 Zentimetern erreicht und damit zu den kleineren Goldruten-Arten gehört. Sie besitzt ein bis secht aufrechte Stängel, manchmal auch mehr. Der Stängel ist rötlich bis grau-grün und hat Linien mit kurzen, weißen Haaren.
Die Laubblätter sind wechselständig am Stängel verteilt angeordnet. Die unteren Laubblätter sind bis zu 10 Zentimeter lang. Die Laubblätter in der oberen Hälfte des Stängels sind schmaler, kürzer und haben keine Stiele.

### Generative Merkmale
Die Blütezeit liegt in Nordamerika im Spätsommer und Herbst. Der pyramidale, verzweigte Gesamtblütenstand enthält meist viele (10 bis 300) körbchenförmige Teilblütenstände. Die Körbchenschäfte sind 2 bis 3,5 Millimeter lang. Die bis zu vier Deckblätter sind linealisch oder können fehlen.
Die Blütenkörbchen sind bei einer Länge von 2,6 bis 5,8 Millimetern schmal-glockenförmig und weisen Durchmesser von 1,7 bis 10 Millimetern auf. Im Involukrum sind Hüllblätter in drei Reihen angeordnet. Die ungleichen Hüllblätter sind eiförmig bis linealisch-lanzettlich; wobei die äußeren spitz enden und die inneren stumpf. Im Blütenkörbchen stehen am Rand meist fünf bis elf Zungenblüten (Strahlenblüten) und im Zentrum drei bis zehn Röhrenblüten (Scheibenblüten). Bei den zygomorphen, weiblichen, fertilen, gelben Zungenblüten sind Kronzungen 2,8 bis 5,5 Millimeter breit sowie 0,3 bis 0,7 Millimeter breit. Die radiärsymmetrischen, gelben, zwittrigen, fertilen Röhrenblüten sind 2,5 bis 4,6 Millimeter lang und enden in fünf 0,4 bis 0,6 Millimeter langen Kronzähnen.
Die rippige Achäne ist bei einer Länge 0,5 bis 2 Millimetern verkehrt-kegelförmig und striegelhaarig. Im 2 bis 4 Millimeter langen Pappus stehen die Borsten in zwei Reihen.

## Vorkommen
Solidago nemoralis ist in Nordamerika in Kanada (alle Provinzen außer Neufundland und Labrador) und in den Vereinigten Staaten (alle Staaten ganz oder teilweise östlich der Rocky Mountains) weitverbreitet. Es gibt Fundortangaben für die kanadischen Provinzen Québec, Nova Scotia, Ontario, Prince Edward Island, New Brunswick, Saskatchewan, Alberta, Manitoba sowie südöstliches British Columbia und für die US-Bundesstaaten Connecticut, Indiana, Maine, Massachusetts, Michigan, New Hampshire, New Jersey, New York, Ohio, Pennsylvania, Rhode Island, Vermont, West Virginia, Illinois, Iowa, Kansas, Minnesota, Missouri, Nebraska, North Dakota, Oklahoma, South Dakota, Wisconsin, Colorado, Montana, östliches Wyoming, Alabama, Arkansas, Delaware, Florida, Georgia, Kentucky, Louisiana, Maryland, Mississippi, North Carolina, South Carolina, Tennessee, Virginia, District of Columbia, New Mexico sowie Texas.
Solidago nemoralis wächst in Wäldern, Prärien, Grasland, Brachland und Wegrändern. Sie ist eine Pionierart.
In der Schweiz ist Solidago nemoralis eine invasive Pflanze. Sie wurde aufgrund ihres Ausbreitungspotenzials und der Schäden in den Bereichen Biodiversität, Gesundheit bzw. Ökonomie in die Schwarze Liste der invasiven Neophyten der Schweiz aufgenommen und der Freisetzungsverordnung unterstellt.

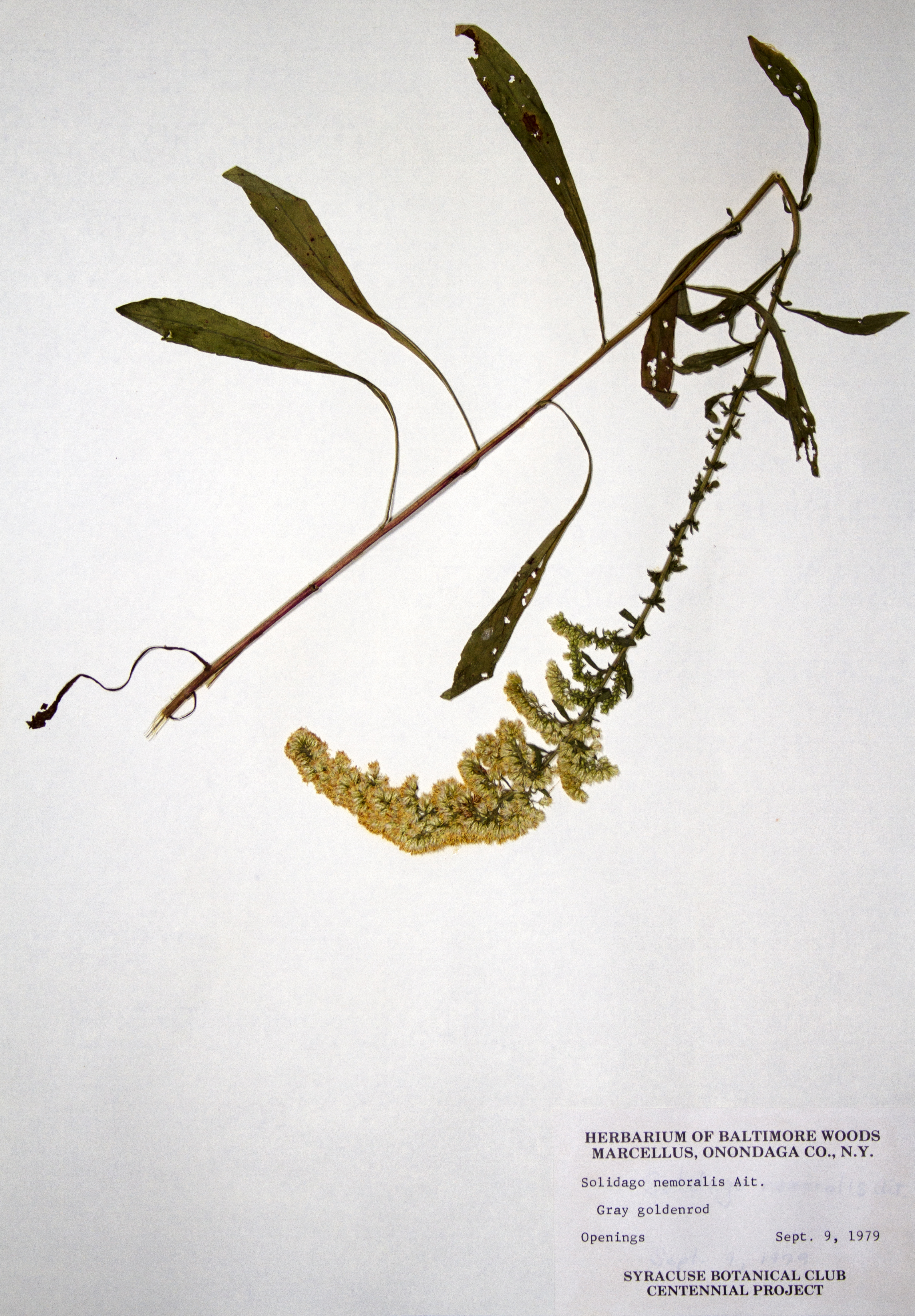
Herbarbeleg von Solidago nemoralis subsp. nemoralis

## Systematik
Die Erstveröffentlichung von Solidago nemoralis erfolgte 1789 durch William Aiton in Hortus Kewensis; or, a catalogue ..., 3, Seite 213.
Von Solidago nemoralis gibt es zwei Unterarten:
- Solidago nemoralis subsp. decemflora (DC.) Brammall ex Semple (Syn.: Solidago decemflora DC., Solidago longipetiolata Mack. & Bush, Solidago pulcherrima A.Nelson, Solidago nemoralis var. decemflora (DC.) Fernald, Solidago nemoralis var. longipetiolata (Mack. & Bush) E.J.Palmer & Steyerm., Solidago nemoralis subsp. longipetiolata (Mack. & Bush) G.W.Douglas): Sie ist tetraploid mit 2n = 36.[2]
- Solidago nemoralis Aiton nemoralis (Syn.: Solidago nemoralis var. arenicola Burgess, Solidago nemoralis var. elongata Peck, Solidago nemoralis var. haleana Fernald): Es gibt diploide und tetraploide Populationen mit 2n = 18 oder 36.[2]